# Irving Park (línea Marrón)
Irving Park es una estación en la línea Marrón del Metro de Chicago. La estación se encuentra localizada en 1816 West Irving Park Road en Chicago, Illinois. La estación Irving Park fue inaugurada el 18 de mayo de 1907.  La Autoridad de Tránsito de Chicago es la encargada por el mantenimiento y administración de la estación. La estación fue reabierta el 6 de diciembre de 2008 después de ser remodelada.

## Descripción
La estación Irving Park cuenta con 2 plataformas laterales y 2 vías. 

## Conexiones
La estación es abastecida por las siguientes conexiones de autobuses: 
- Rutas del CTA Buses: #80 Irving Park